# Tyrrhenische Ragwurz
Die Tyrrhenische Ragwurz (Ophrys tyrrhena) ist eine Art der Gattung Ragwurzen (Ophrys) in der Familie der Orchideengewächse (Orchidaceae).

## Pflanzenbeschreibung
Diese mehrjährige krautige Pflanze erreicht Wuchshöhen zwischen 15 und 35 cm.
Im Blütenstand befinden sich zwei bis acht Blüten. Die zwittrigen Blüten sind zygomorph. Die eiförmigen Kelchblätter erscheinen meist weißlich bis rosalila, selten auch grün. Die oft behaarten Kronblätter können weiß, rosalila oder braun gefärbt sein, manchmal weisen sie auch einen dunklen Rand auf. Die dunkelbraune konvexe Lippe ist rundum kurzhaarig und kann ungeteilt oder schwach dreilappig erscheine. Der Höcker fehlt entweder ganz oder ist nur sehr niedrig. Vorn wirkt sie meist gestutzt und es ist ein ziemlich kräftiges, dreieckiges Anhängsel zu erkennen. Das Mal ist sehr variabel und meist reich gegliedert. Es ist graubraun bis dunkelviolett gefärbt und weist einen hellen Rand auf. Die Basalschwielen sind schwärzlich.
Die Blütezeit erstreckt sich von März bis April.

## Standort und Verbreitung
Diese Art findet man in lichten Wäldern oder auf verbuschtem Magerrasen mit trocken bis frischen basenreichen Böden. Im Gebirge findet man die Tyrrhenische Ragwurz bis zu einer Höhe von 500 m. Diese Orchidee ist an der Westküste Italiens endemisch. Man fand sie im Bereich der Städte Genua, Livorno, Siena und Grosseto so wie in den Provinzen Latina und Frosinone.

## Verwandtschaft
Unter Umständen handelt es sich bei dieser Art nur um eine Unterart von Moris’ Ragwurz (Ophrys morisii). Dies wurde aber noch nicht genauer untersucht. Außerdem sind Ähnlichkeiten zur Aveyron-Ragwurz (Ophrys aveyronensis) zu erkennen.